# 周翊 (天文學家)
周翊（1965年—）是一位台灣天文學家，現任教於國立中央大學天文研究所，並曾擔任該所所長。主要研究是在高能天文學方面。

## 經歷
周翊畢業於國立臺灣師範大學附屬高級中學和國立清華大學物理系，獲得物理學士和碩士學位，在清華大學時的指導教授是倪維斗。後前往美國哈佛大學就讀，並以X光双星研究於2001年獲得物理博士學位。獲得博士學位後曾在國立清華大學物理系倪維斗的團隊擔任博士後研究員，2002年前往國立中央大學天文研究所任教，2009年8月擔任所長至2012年7月。

## 研究
周翊的研究主要是高能天文學、吸積雙星、緻密天體和天文儀器。

## 外部連結
- 中央大學天文研究所介紹周翊
- 我的天文研究/ 訪周翊教授數理基礎莫輕忽，穩紮穩打研究路《臺北星空》52期

| 教育職務      | 教育職務                                               | 教育職務      |
| ------------- | ------------------------------------------------------ | ------------- |
| 國立中央大學  |                                                        |               |
| 前任： 黃崇源 | 國立中央大學 天文研究所所長 2009年8月1日—2012年7月31日 | 繼任： 高仲明 |